# 迪爾菲爾德
迪爾福德（英語：Deerfield）是位於美國伊利諾州萊克縣的一個村莊，大約位於芝加哥以北25公里處。據2010年人口普查，迪爾福德有人口18,225人。迪爾福德面積5.62平方英里（14.56平方），其中5.58平方英里（14.45平方）是陸地，0.04平方英里（0.10平方）是水域。

## 外部連結
维基共享资源上的相關多媒體資源：迪爾菲爾德